# Szerin
A szerin  (Ser vagy S)
egyike a 22 fehérjealkotó aminosavnak.  HO2CCH(NH2)CH2OH.
Kodonjai az UCU, UCC, UCA, UCG, AGU és az AGC.  A természetben csak az L-térizomer fordul elő. Számos fehérje felépítésében részt vesz. Nem esszenciális aminosav, vagyis az emberi szervezetben szintetizálódni képes más metabolitokból (pl. glicin).
A selyem fehérjéi különösen gazdagok szerinben (a benne található aminosavak 16%-át teszi ki), innen a neve is (latin sericum=selyem). Először selyemnedvből (sericin) sikerült kivonnia Cramernek 1865-ben. Nagy mennyiségű l-szerint tartalmaz a gyapjú is.
Szerkezetét 1902-ben állapították meg. Első, szerkezetbizonyító szintézisét E. Fischer és Leuchs végezte, a szintézisnél a kiindulási anyag glikolaldehid volt. Hidroxilcsoportja miatt poláris aminosav.

## Szerepe
A szerin fontos szerepet játszik az anyagcserében, mivel részt vesz a purinok és a pirimidinek bioszintézisében. Számos aminosav prekurzora, köztük a glicin, cisztein, triptofán aminosavak.
Számos más metabolit, például a szfingolipidek prekurzora is. A szerin a folsav előanyaga is, amely a bioszintetikus reakciókban az elsődleges egyszenes csoport-donor.

## Külső hivatkozások
- Computational Chemistry Wiki